# چقآبهار
چقآبهار، روستایی از توابع بخش ماهیدشت شهرستان کرمانشاه در استان کرمانشاه ایران است.

## جمعیت
این روستا در دهستان چقانرگس قرار دارد و بر پایه سرشماری مرکز آمار ایران در سال ۱۳۸۵، جمعیت آن ۱۷۵ نفر (۴۳خانوار) بوده‌است.